# Абден
Абден (каз. Әбден) — упразднённое село в Аягозском районе Восточно-Казахстанской области Казахстана. Ликвидировано в 2013 году. Входило в состав Тарбагатайского сельского округа. Код КАТО — 633487200.

## Население
В 1999 году население села составляло 88 человек (46 мужчин и 42 женщины). По данным переписи 2009 года, в селе проживали 64 человека (32 мужчины и 32 женщины).